# Uwe Hohn
Pour les articles homonymes, voir Hohn (homonymie).
Uwe Hohn (né le 16 juillet 1962 à Neuruppin) est un athlète est-allemand. Il est entré dans l’histoire du sport pour avoir été le premier à lancer le javelot à plus de 100 mètres.

## Carrière
Lors des Championnats d'Europe d'athlétisme 1982 à Athènes, il remporte le titre continental avec un jet à 91,34 m.[réf. nécessaire]

### Record éternel
Lors de la journée olympique du 20 juillet 1984, dans le Friedrich-Ludwig-Jahn-Sportpark, à Berlin, il réalise un lancer à 104,80 mètres. Ce record du monde donne lieu à un changement des règles. En effet, pour des raisons de sécurité — le javelot ayant atterri dans l'aire d'échauffement des sauteurs en hauteur —, l’International Association of Athletics Federations (IAAF) décide en 1986 de modifier le centre de gravité des javelots de compétition, de façon que ceux-ci aient une trajectoire plus à pic et retombent donc plus vite au sol,. Les statistiques des records sont ainsi remises à zéro et la performance de Uwe Hohn devient ainsi un « record du monde éternel » (« ewiger Weltrekord »), qui fut commémoré 25 ans plus tard.
Sous cette nouvelle réglementation, aucun lancer n'a atteint 100 m et le Tchèque Jan Železný détient le record du monde à 98,48 mètres depuis mai 1996.[réf. nécessaire]

### Suite et fin de carrière
Il est élu personnalité sportive allemande de l'année (RDA) en 1984.
En raison du boycott de la RDA, Uwe Hohn ne peut participer aux Jeux olympiques de Los Angeles l'année de son record du monde, mais il remporte la médaille d'or des Jeux de l'Amitié à Moscou. En 1986, Uwe Hohn termine sa carrière sportive après plusieurs revers à la suite d'une opération. Il travaille d’abord comme entraîneur-assistant. Dans la mesure où ses problèmes physiques continuent à s’aggraver, il touche un temps une pension d’invalidité. Depuis 1999, il est entraîneur honoraire du SC Potsdam, club issu du ASK Vorwärts Potsdam, dont il était licencié du temps de sa carrière.
Il est l’entraîneur de Neeraj Chopra, champion olympique du javelot à Tokyo 2020.

## Vie privée
Uwe Hohn est marié depuis 1983 et a une fille (née en 1985) et un fils (né en 1989).
Avec une taille de 1,98 m, il affichait une masse de 112 kg lors des compétitions.

## Palmarès
- 1976 à 1980 : Champion de RDA dans les différentes catégories d’âge
- 1981 : Champion d’Europe Junior à Utrecht avec 86,58 m ; Record d’Europe Junior avec 86,58 m
- 1982 : Champion d'Europe à Athènes avec 91,34 m
- 1984 : Médaille d'or des Jeux de l'Amitié avec 94,44 m
- 1985 : Vainqueur de la Coupe du monde des nations à Canberra avec 96,96 m (meilleur résultat de l’année)

## Distinction
- 1984 : Sportif de l’année en RDA